# Xenoglaux loweryi
El mochuelo peludo (Xenoglaux loweryi) es una especie de búho de la familia Strigidae, endémica de Perú. Es el único miembro del género monotípico Xenoglaux.

## Descripción
El mochuelo peludo tiene una longitud total de 13-14 cm y un peso de aproximadamente 48 g. Es uno de los más pequeños búhos del mundo. Sólo el mochuelo tamaulipeco y el mochuelo de los saguaros tienen una longitud diminuta similar.
Tiene un plumaje principalmente marrón con el vientre y las cejas de color blanquecino. Los ojos son grandes y de color naranja-marrón. Aunque no tiene mechones en las orejas, las plumas de la cara se extienden más allá de su cabeza, haciendo que parezca tener mechones largos. El nombre de su género monotípico Xenoglaux significa "búho extraño", y se refiere a estas largas plumas faciales.

## Distribución y hábitat
X. loweryi es endémica de una zona limitada de la cordillera de los Andes en la región de Amazonas y San Martín en el norte de Perú. Habita únicamente los bosques nubosos con una densa vegetación de maleza y epífitas, entre 1890-2200 m s. n. m.

## Comportamiento
Se sabe muy poco acerca de esta especie que fue descubierta en 1976. Aunque se capturó tres especímenes en redes de niebla, nunca se logró observar esta especie en condiciones naturales hasta principios de 2007, cuando los guardaparques e investigadores que trabajan en el área de conservación privada Abra Patricia - Alto Nieva lo encontraron tres veces durante el día y grabaron sus llamadas durante la noche. En 2010 fue también observado en La Esperanza en Amazonas. Es probable que se alimente de insectos.

## Estado de conservación
Se estima que la población total oscila entre doscientos cincuenta y mil adultos. Debido a su rareza, su hábitat restringido, y la continua deforestación dentro de su área de distribución, es actualmente considerado una especie en peligro de extinción. Se espera que el área de conservación privada recién creada, Abra Patricia-Alto Nieva, pueda contribuir a la protección de una zona importante para el mochuelo y otras especies endémicas de esta región, incluyendo Poecilotriccus luluae, Heliangelus regalis y Grallaricula ochraceifrons.
En Perú esta especie se encuentra protegida en dos áreas de conservación privada.